# Miasto w ogniu (film)
Miasto w ogniu (org. City on Fire) – kanadyjsko-amerykański film katastroficzny z 1979 roku w reż. Alvina Rakoffa.

## Fabuła
W pewnym amerykańskim mieście pracownikowi dużej rafinerii ropy naftowej Hermanowi Stoverowi kierownictwo nie przyznaje spodziewanego awansu. Sfrustrowany technik w przypływie emocji odkręca kilka zaworów i w rezultacie doprowadza do gigantycznego pożaru, który pochłania miasto. Pomimo zaangażowania w akcję jego gaszenia służb ratowniczych ginie wielu ludzi w tym sam Stover.

## Obsada
- Barry Newman – dr Frank Whitman
- Susan Clark – Diana Brockhurst-Lautrec
- Shelley Winters – pielęgniarka Andrea Harper
- Leslie Nielsen – burmistrz William Dudley
- James Franciscus – Jimbo
- Ava Gardner – Maggie Grayson
- Henry Fonda – komendant Albert Risley
- Jonathan Welsh – Herman Stover
- Hilary Farr – pani Adams
- Mavor Moore – John O’Brien
- Richard Donat – kpt. Harrison Risley
- Terry Haig – Terry James
- Ken James – kpt. Andrew Sommers
- Donald Pilon – dr Matwick
- Cec Linder – radny Paley
- Jefferson Mappin – Beezer
- Murray Cruchley – Tony Miller
- Jerome Tiberghien – strażak Joseph Waller
- Mel Ryane – pielęgniarka Florene Stoddard
- Anthony Sherwood – Sam Keller
- Nancy Beatty – Mary Stover

i inni.

## O filmie
Kanadyjsko-amerykańska produkcja pomimo udziału gwiazd światowego kina (Fonda, Nielsen, Gardner) okazała się być kompletną finansową klapą. Przy kosztach produkcji ponad pięciu milionów dolarów wpływy nie przekroczyły ośmiuset tysięcy.
Za plenery fikcyjnego miasta posłużył Montreal, w którego wschodniej części kosztem 400 tys. dolarów amerykańskich zbudowano największy w historii kanadyjskiej kinematografii plan filmowy, który następnie dla potrzeb filmu podpalono przy użyciu ponad 170 tys. litrów paliwa. Zgody na użycie swojego logo w filmie oraz na daleko idącą współpracę przy produkcji udzielił kanadyjski oddział Shella, co było zaskoczeniem dla producentów filmu. Nie spodziewali się oni, że potentat paliwowy, posiadający dużą rafinerię na wschodnich obrzeżach Montrealu (Montreal East Refinery), będzie zainteresowany udziałem w projekcie. Shell uznał jednak, że udział w produkcji jest doskonałą okazją do podniesienia świadomości społecznej w kwestii bezpieczeństwa.